# Aloyzas Kveinys
Aloyzas Kveinys  (né le 9 juillet 1962 à Vilnius et mort le 26 juillet 2018) est un joueur d'échecs soviétique puis lituanien.
Grand maître international à partir de 1992, il a remporté cinq fois le championnat de Lituanie (en 1983, 1986, 2001, 2008 et 2012).
Au 1er juin 2018, il est le numéro un lituanien avec un classement Elo de 2 519 points.

## Carrière aux échecs
Kveinys a remporté les tournois suivants :
- Ostrava 1992 et 1997 ;
- Prague 1993 ;
- Marbach 1993 ;
- Bonn 1995 ;
- Pärnu (B) 1996 ;
- Kaunas 2001 ;
- Charleroi 2001 ;
- le tournoi de Noël de Zurich 2004 ;
- Gausdal (B) 2005 et 2008 ;
- Oslo en 2005, 2008 et 2009 ;
- la coupe de la mer du Nord à Esbjerg en 2006 ;
- le tournoi open du mémorial Rubinstein en 2008[3].

En 2002, il partage la deuxième place de l'Open de Cappelle-la-Grande remporté par Eduardas Rozentalis.
Lors du Championnat du monde de la Fédération internationale des échecs 2000, il fut éliminé au premier tour par Vladimir Malakhov.

## Compétitions par équipe
Aloyzas Kveinys a représenté la Lituanie lors de huit olympiades de 1992 à 2008, jouant au premier échiquier en 2000 et 2008.
Il a participé à six championnats d'Europe par équipe de 1992 à 2015. La Lituanie finit sixième de la compétition en 1992.
En 2014, lors du championnat du monde sénior par équipe (joueurs de plus de 50 ans), il remporta la médaille d'or par équipe et la médaille d'or individuelle au deuxième échiquier.